# Melkior Mašina
Melkior Mašina (Preko, Ugljan, 3. siječnja 1941.) je hrvatski domovinski i iseljenički književnik. Piše pjesme i prevodi. Djeluje u iseljeništvu u Los Angelesu, SAD.

## Životopis
Rodio se je u Preku na Ugljanu, u kojem je završio osmogodišnju školu koju je završio u Zagrebu. U Zagrebu i Zadru je završio klasičnu gimnaziju. U Zagrebu je završio 1969. filozofsko-teološke studije na Teološkom fakultetu. Za boravka u Zagrebu javlja sekraćim prijevodima iz francuskog, njemačkog i latinskog. Zbog političkih razloga emigrirao je 1970. u SAD. Nastanio se je u državi Pennsylvaniji, gdje je na Sveučilištu Villanovi magistrirao iz filozofije 1975., te završio i magistralne tečajeve iz svjetske komparativne religiozne literature. Pjesme piše otkako je emigrirao. Pjesmama se uz različite članke, povremeno javljao u ponekim emigrantskim publikacijama. Višegodišnji je odgovorni urednik dvomjesečnika Naša nada u kojem je objavio brojne priloge na hrvatskom i engleskom jeziku.
Godinama djelovao kao višestrani javni radnik u hrvatsko-američkoj zajednici. Bio je glavni tajnik i rizničar u Hrvatskoj katoličkoj zajednici (1984. – 1994.), u drugoj po starini hrvatskoj benefitarnoj udruzi na američkom kontinentu.
Od 1994. predsjednikom je te udruge za SAD i Kanadu.

## Djela
- Škrinjo zakovana, 1992.

## Nagrade i priznanja
- Šimun Šito Ćorić uvrstio ga je u svoju antologiju 60 hrvatskih emigrantskih pisaca.[1]